# Света Петка (Балша)
Вижте пояснителната страница за други значения на Света Петка.
„Света Петка“ е недействаща църква от ХIV век, намираща се в село Балша, Столична община, област София-град.

## Обща информация
Църквата се намира на високо, видимо място в непосредствена близост до центъра на Балша. Тя е еднокорабна, едноапсидна с полуцилиндричен свод, който е рухнал. През 1939 г. е посетена от проф. Кръстьо Миятев. Още тогава той я е заварил в много лошо състояние. Покривът е бил рухнал, но стенописите са били в по-добро състояние, което му е позволило да направи подробна схема на вътрешната декорация на храма. Църквата е построена от камъни, като на места се срещат и тухли, за които се предполага, че са от намиращата се в непосредствена близост римска крепост. В църквата не е останал никакъв възпоменателен надпис, който би могъл да осветли произхода и историята ѝ.

## Описание
Пред църквата личат очертанията на стени, няколкото реда камъни показват, че в някакъв момент е имало и притвор. Входът на църквата е насочен на запад и около него личат останки от стенописи. Вътрешната дължина на наоса е 5,50 m, а широчината е 4,85 m. Осветявала се е от прозорци от южната страна и такъв над апсидата. В стените личат четири ниши.
В храма се срещат разхвърляни и нехарактерни за района кръстове. Те имат формата на келтски кръстове и по тях има изрисувани интересни символи.
Църковният олтар представлява каменен къс с правилни пропорции. От дясната му страна се забелязва ниша, по която личат запазени стенописи и която е оформена като втори олтар. По южната стена на църквата се забелязват изображения на светци и добре запазена част от стенопис. Църквата е била изцяло изписана отвътре, но днес са останали силно увредени фрагменти от стенописи.
До старата църквна през 1920 г. е изграден действащият храм на селото, наречен също „Света Петка“. Иконостасът на храма е дело на дебърски майстори от рода Филипови.